# ليه تايلور
ليه تايلور (بالإنجليزية: Les Taylor)‏ (4 ديسمبر 1956 في المملكة المتحدة - ) هو لاعب كرة قدم بريطاني في مركز الوسط. لعب مع أكسفورد يونايتد وكولتشستر يونايتد ونادي ريدنغ ونادي واتفورد.

## وصلات خارجية
- ليه تايلور على موقع قاعدة بيانات كرة القدم.إي يو (الإنجليزية)